# Klaus Kjellerup
Klaus Kjellerup (født 27. april 1954 på Frederiksberg) - også kendt som Klaus K, er en dansk komponist, tekstforfatter, journalist, musiker og producer. Han er sangskriver og kapelmester i Danser med Drenge og redaktør af gruppens website.

## Karriere
Kjellerup dannede i 1978 gruppen Tøsedrengene med barndomsvennen Henrik Stanley Møller. Inden da var han bassist i 70'er fusionsorkesteret Pakhus 1.  Han forlod Tøsedrengene i 1983.
I 1991 stiftede han Danser med Drenge med den afdøde sangerinde Philippa Bulgin. Som afløser efter hendes død i 1994 valgte han Rie Rasmussen, og efter hendes farvel til gruppen i 2022 faldt valget på reggaeartisten Ida Ambrose som ny DmD-forsanger.
Kjellerup blev uddannet journalist i 1982 og arbejdede i 80'erne som journalist på Berlingske Tidende, Ekstra Bladet, DR og Nordisk Film. Sideløbende med sin journalistiske karriere udgav han tre album i eget navn.
Siden Tøsedrengenes start har han fået udgivet ca. 150 danske sange. Blandt de mest kendte er Sig du ka' li' mig, Ud under åben himmel og En lykkelig familie, skrevet med Anne Dorte Michelsen – desuden hans egne sange fra Danser med Drenge: Hvorlænge vil du ydmyge dig?, Er der nogen i himlen?, Aldrig undvære dig og latino-sangen En dejlig morgen fra filmen Min søsters børn, som han skrev sammen med Morten Trier, alias Jazzy H. Enkelte af hans sange er oversat og udgivet i Spanien, Latinamerika og Sydafrika.
Kjellerups seneste udgivelse er mini-albummet Mixtape - demoer fra 90'erne fra 2020, som bl.a. indeholder fire hidtil uudgivne numre sunget af Philippa Bulgin.
Albummet udgives af selskabet Glad Grammofon, som også står bag Danser med Drenges drift og har udgivet gruppens album siden år 2000.
Klaus Kjellerup skrev desuden musik til en række TV-reklamer og TV-programmer i 1980'erne, bl.a. kendingsmelodierne til TV-programmet Eleva2ren og til Lykkehjulet sammen med producer Jesper Ranum.
Sammen med kunstnerne Kim Larsen, Thomas Helmig og Johnny Madsen dannede han i 2008 det såkaldte "friheds-band" Den Gule Negl i protest mod statens indgreb i borgernes frihedsrettigheder, specielt rygeloven fra august 2007, som gjorde det kriminelt at ryge tobak på danske arbejdspladser. Gruppen indspillede og udgav Kim Larsens sang Hold dig på måtten i 2008 med en tilhørende video.
Siden da har Kjellerup skrevet artikler om frihed, tobak og rygeforbud på Klaus K blog, på netavisen 180grader, og i diverse medier. Han har blandt andet skrevet i Politiken, at der er ikke evidens for, at færre rygere fører til mindre kræft.
Han har desuden skrevet kritiske debatindlæg i medierne om regeringens coronapolitik. Endvidere har han på de sociale medier refereret påstande fra forskere, der hævder at virussen SARS-CoV-2 ikke er isoleret, og at PCR-tests derfor ikke kan detektere den.
I 2010 skrev Kjellerup til spalten Vrisne gamle mænd på bagsiden af Ekstra Bladet.
I marts 2022 var Kjellerup ude i en shitstorm på grund af et kontroversielt tweet om Ruslands invasion af Ukraine, hvilket førte til mediestrid i Danser med Drenge, som truede med at opløse bandet. Efter nogle måneders pause rekonstruerede han orkesteret med ny forsanger, Ida Ambrose og to nye musikere. Den nye konstellation af Danser med Drenge har efterfølgende udgivet to nye album i 2023, og har genoptaget koncertaktiviteterne.

## Diskografi

### Tøsedrengene
- Det går fremad - (1979)
- Tiden står stille - (1981)
- Tøsedrengene 3 - (1982)
- Alle vore håb - (1983)

### Egne album
- Spring Ud, m. Jan Sivertsen og Kristen Bjørnkjær - (1983)
- Hey-O-Hey, m. Billy Cross - (1985)
- Klaus Kjellerup - (1989)
- Mixtape - demoer fra 90'erne, featuring Philippa Bulgin - (2020)

### Danser med Drenge
- Danser med Drenge - (1993)
- Så længe vi er her - (1995)
- Sig mig ... er De klar over, hvem vi var? - (1997)
- Popsamling - (2000)
- Live 2001 - (2001)
- Som regel er vi glade - (2003)
- Hallo hvor det koger - (2005)
- Vores Bedste - (2006)
- Sådan er det bare - (2008)
- 15 år i røg og damp - (2009)
- Det handler om penge - (2015)
- Skrål ... ! Live i Portalen - (2016)
- Så langt, så godt - (2018)
- Giv slip nu - (2023)
- Ny start... LIVE! - (2023)

### Musik med andre
- PAYSANO - the lost studio tapes 1977 - m. Pakhus 1 (1977)
- Rejseholdet - m. Frede Nordbrink, Caroline Henderson & Frank Arnesen (1986)
- Du sir dit hjerte er hårdt som sten - single m. Søs Fenger & Lars Muhl (1987)
- Eleva2ren tv-kending (1988)
- Lykkehjulet tv-kending - m. Jesper Ranum (1988)
- Diverse tv-reklame jingler (1988-1991)
- Sange til div. kunstnere, Anne Dorte M, Lis Sørensen, BeePop, Bamse m.fl. (1983-2007)
- Hugo er en skærmtrold - m. Jesper Ranum & Philippa Bulgin (1991)
- Hold dig på måtten - m. Den Gule Negl (2008)

### Musikvideoer
- Den gyldne middelvej - instr. Michael Obel (1985)
- Mænd er mænd - instr. Jan Weincke (1989)
- Hvorlænge vil du ydmyge dig? - Danser med Drenge, instr. Jan Weincke (1993)
- De fedes hær - Danser med Drenge, prod. LekrisVisualis (2015)
- Griber du mig når jeg falder? - Danser med Drenge feat. Johnny Madsen, prod. Ivar Lind Greiner (2018)
- Payback time - Danser med Drenge, prod. Ivar Lind Greiner (2021)
- Pianomand - Danser med Drenge m. Ida Ambrose, prod. Claus Peuckert (2022)
- Reggae vuggevise - Danser med Drenge, prod. Claus Peuckert (2024)